# Östra Nibble, Hallstahammar
Östra Nibble var ett bostadskvarter som låg i Hallstahammar.
Östra Nibble var ett miljonprogramsområde som omfattade fyra sexvåningshus och sexton trevåningshus, affärscentrum, förskolor, årskurs 1–9–grundskola, biblioteksfilial och fritidsgård. Det uppfördes 1968–1972 för att bemöta industrins behov av lägenheter inför förväntad expansion, vilken dock uteblev. Då nedgången betraktades som tillfällig fullföljdes projektet. Resultatet blev att Hallstahammars kommun fick ett stort bostadsöverskott under krisåren på 1970- och 1980-talet. Området blev delvis omstrukturerat till förvaltnings- och servicehus, flyktingförläggningar med mera. Till slut stod man på 1990-talet ändock inför faktum att tvingas riva delar av eller möjligen hela området. I dag återstår två sexvåningshus (varav ett seniorboende) och tre trevåningshus (varav ett gruppboende). En del av området har upplåtits för ny villabebyggelse som kan utnyttja redan existerande ledningsnät för el, vatten, avlopp med mera.